# ぶどうジュース

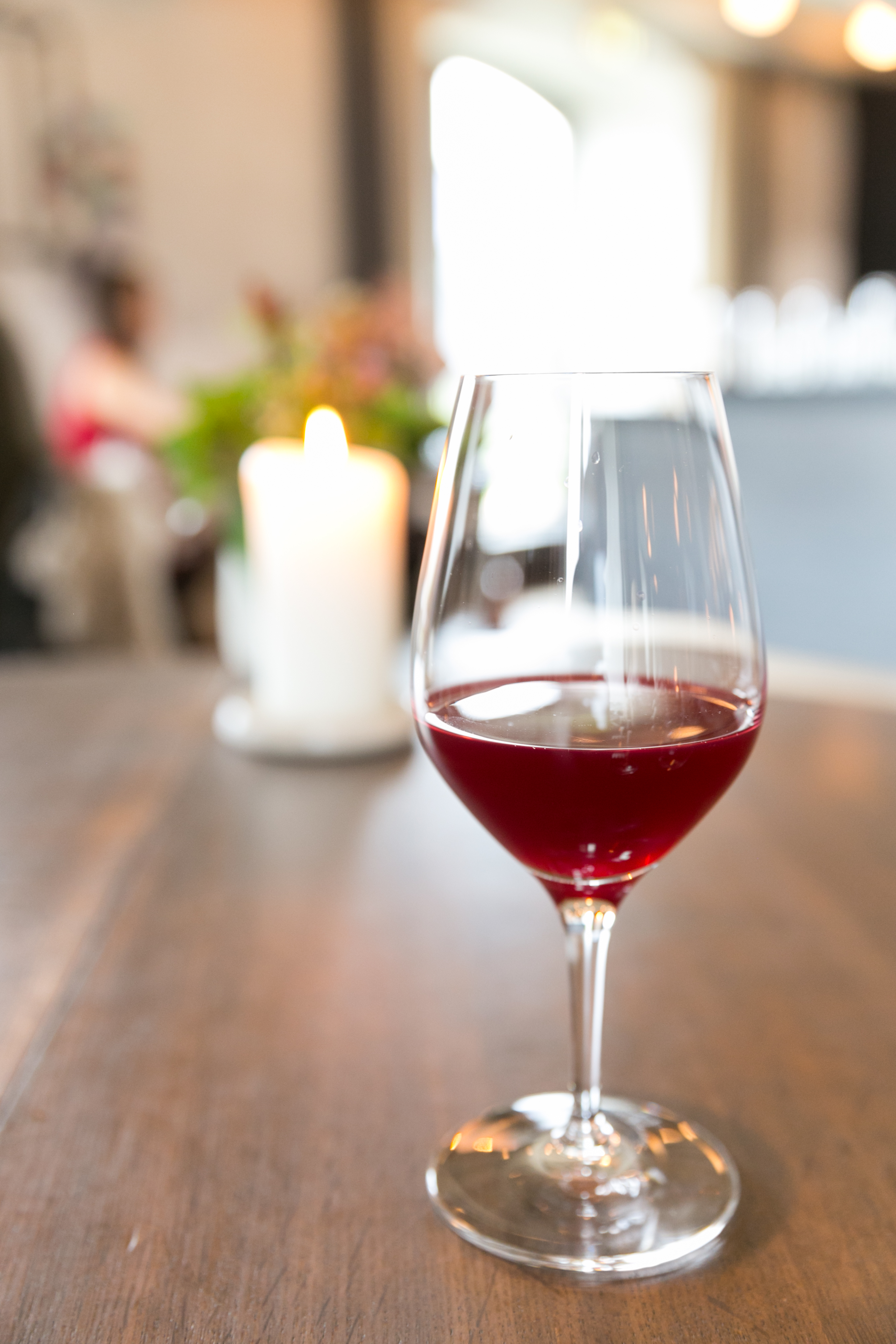
紫色のぶどうジュースが入ったワイングラス

ぶどうジュースは、ぶどうの実を押しつぶし、ブレンドして液体にすることで得られる。ワイン業界では、果肉、皮、茎、種子を7–23%含むぶどうジュースはムストと呼ばれることがある。含まれる糖により甘味料として使用することができ、発酵させてワイン、ブランデー、または酢にすることができる。
北米では最も一般的なぶどうジュースはコンコードから作られているが、白いぶどうジュースは一般的にナイアガラから作られている。どちらもヨーロッパのワイン用ぶどうとは異なる種であるアメリカ原産のぶどうの品種である。カリフォルニアではサルタナ（そこではトンプソンシードレスという名前で知られる）は、レーズンや食用ぶどう用から転用されて白いジュースになることがある。
適度に熟した後のすべてのぶどう品種から作ることができる。色、風味、香りの特徴に対する消費者の好みを理由に、主にアメリカのラブルスカ種の栽培品種から作られている。

## 歴史

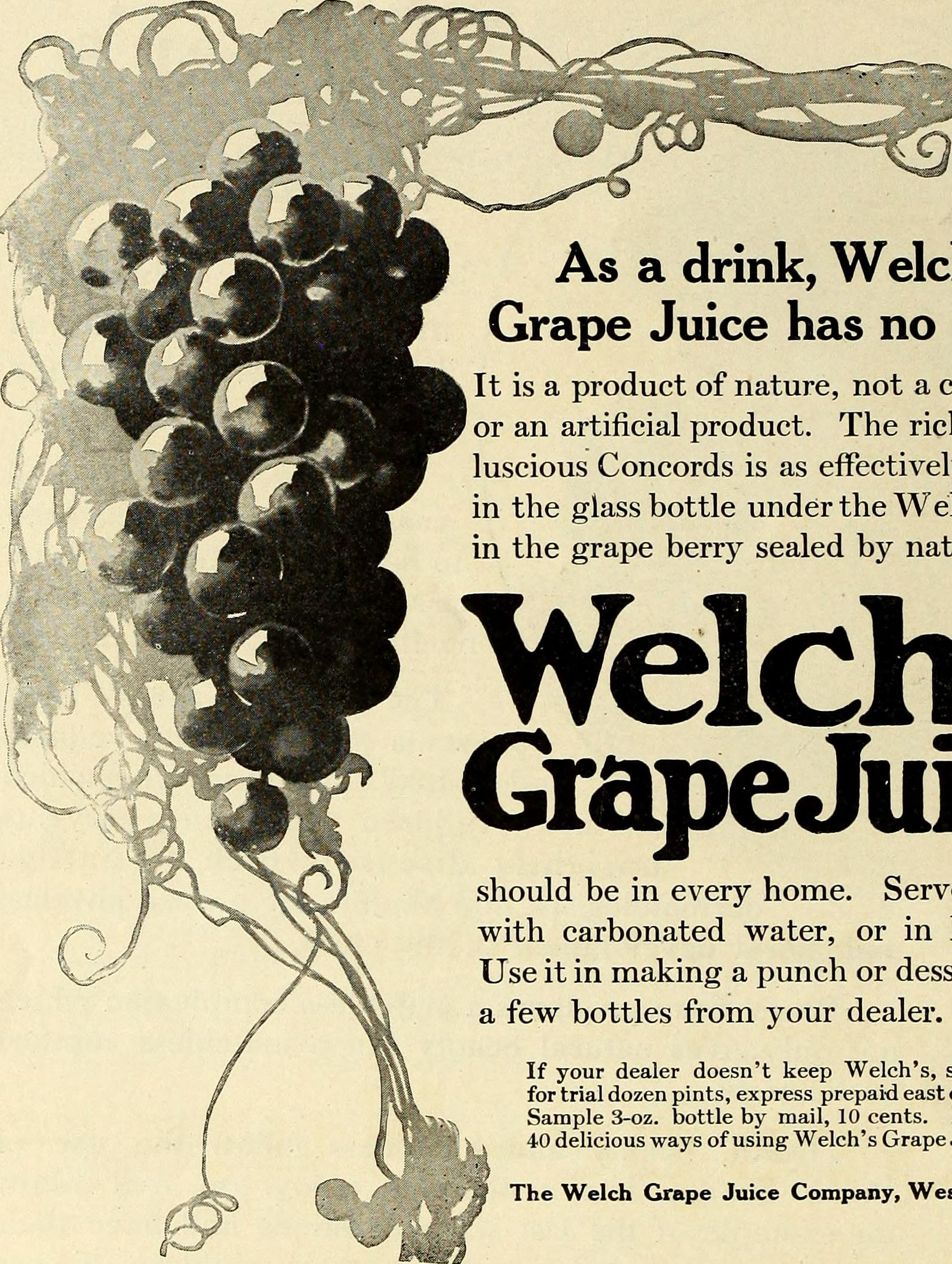
Welch'sのぶどうジュースを宣伝する1873年の情報冊子

ぶどうジュースを低温殺菌して発酵を止める方法は、1869年にアメリカのメソジストの元牧師で歯科医であったトーマス・ブラムウェル・ウェルチが考案した。禁酒運動の支持者であった彼は、故郷のニュージャージー州バインランドの教会での奉仕に使用する非アルコールワインを製造した。仲間の教区民は通常のワインを好み使用し続けた。息子で同じく歯科医であるCharles E. Welchは最終的にぶどうジュースを売り込むために開業医をやめた。1893年、彼はニューヨーク州WestfieldにWelch's Grape Juice Companyを設立した。この商品は国際博覧会で来場者に贈られた。同社に関連し現存する最古の建物はWestfieldにあるWelch Factory Building No. 1であり、1983年にアメリカ合衆国国家歴史登録財に登録された。
禁酒運動が進むにつれて、ぶどうジュースの人気も高まった。1913年、国務長官のウィリアム・ジェニングス・ブライアンは正装外交官としてワインの代わりにぶどうジュースを提供し、1914年、海軍長官のジョセファス・ダニエルズは、海軍艦艇へのアルコール飲料の持ち込みを禁止し、それを積極的にぶどうジュースに替えた。第一次世界大戦中、同社はぶどうジャムの一種である「グレープレード」を軍隊に供給し、積極的に宣伝を行った。その後、新たにぶどう製品を開発しラジオやテレビ番組のスポンサーに入ったことで同社は成功をおさめた。

## 原料・合成
濃縮物由来のぶどうジュースは、ぶどうから余分な水分が除去され、ジュースがより濃縮されていることを意味する。これによりジュースを圧縮して冷凍することができ、包装や輸送が容易になる。その後、販売前にジュースに水が加えられる（濃縮還元製法）。アメリカの主要ブランドであるWelch'sのぶどうジュースはぶどう全体（果肉、皮、種子）を使用してコンコードから作られている。ぶどうには少量のクエン酸が自然に含まれており、また、酸味と酸化を阻害する抗酸化作用のために加えられることもあり、貯蔵できる期間を長くすることができる。

## 製造

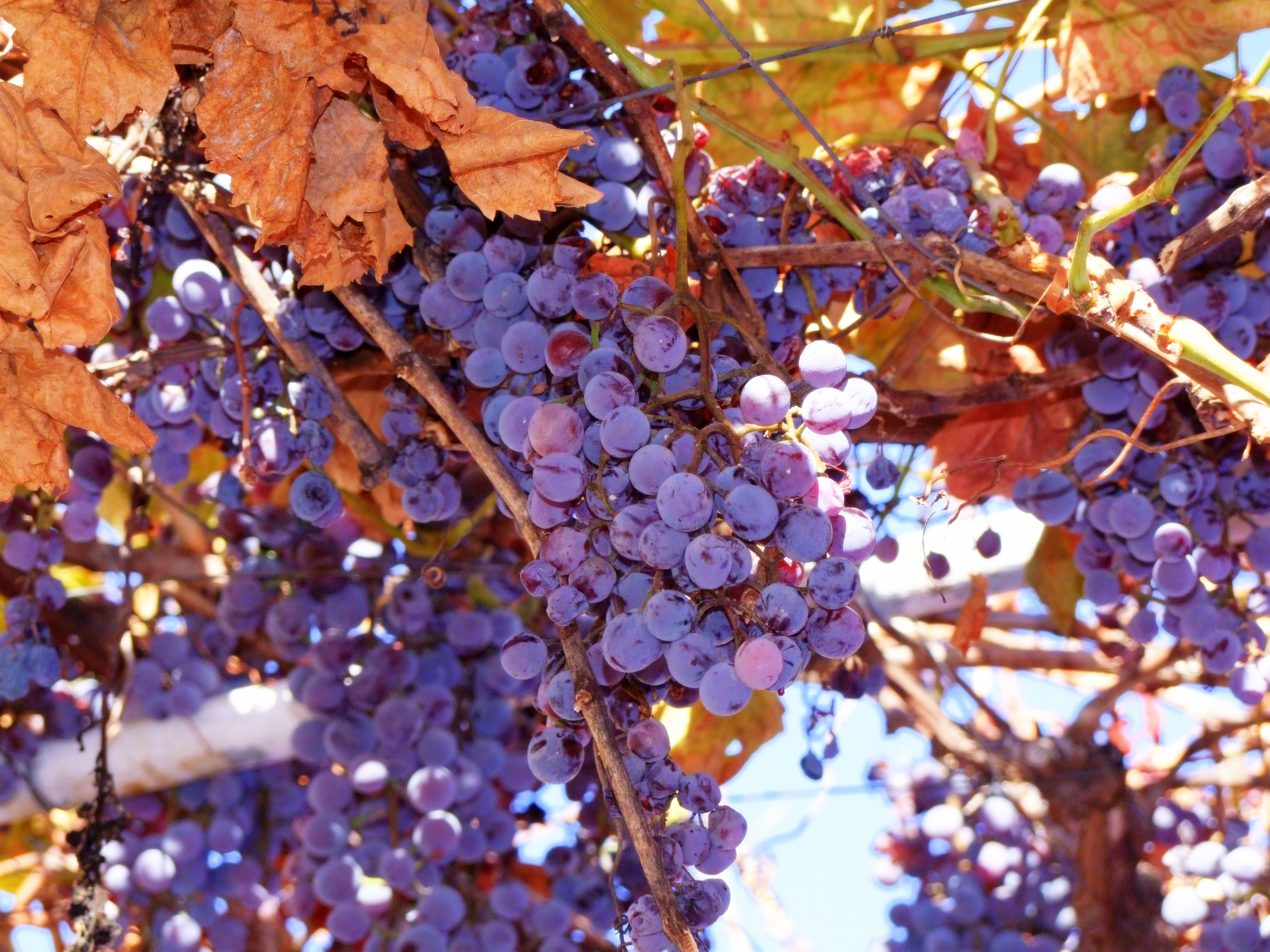
赤ぶどうジュースを作るのに一般的に使用されるコンコード（ラブルスカ種）

北半球の9月中旬ごろ、ぶどうはブドウ収穫機を使用して機械的に収穫され、バルクボックスに入れられ、トラクターまたはトラックで別々に輸送される。収穫されたぶどうは4-6時間以内に加工施設に届けられる(p93)。
回転する穴あきドラムにより、ぶどうに付着したままの茎や葉が取り除かれる。それらが茎から切り離されると、ぶどうはその後押しつぶされドラムの穴を通る。茎、葉、その他の残留物はドラムに沿って残り、廃棄物として除去される(p93)。潰されたぶどうはシェルアンドチューブ熱交換器を通過するときに60℃に加熱される。圧助物（例えば、殺菌されたもみ殻、漂白されたクラフト紙、粉砕された木材パルプ）とペクチナーゼ酵素は、効果的に果汁を圧搾するためにこの時点で両方ともぶどうに加えられる2つの成分である。ぶどうのマッシュと圧助物は色とジュースを最大限に生み出すために高温でプレスされる(p95)。このプロセスに使用できるプレス装置にはさまざまな種類がある（スクリュー、油圧、ベルト、空気圧）(p96)。プレスしたジュースとフリーランされたジュースはスラリータンクに保管される。圧助物はジュースに加えられ、ジュースが不溶性固形物を除去するために回転真空ベルト濾過を受けるときのフィルターとして機能する。濾過後のジュースの不溶性固形物は最小限（1%以下）である(p97-98)。濾過されたジュースは少なくとも1分間加熱され85-88℃にされ、その後冷却され-1.1 - 0℃にされ、タンクに保存される。アルコール、酵母、カビが存在する場合、保存されたジュースは必要な再低温殺菌を受ける可能性がある(98-99)。加えられるペクチナーゼは、最終的な濾過プロセスをスピードアップして簡素化するために加えられる。この濾過プロセスでは事前にコートされたパッドまたはプレートを通過する際に、ぶどうジュースに珪藻土が懸濁する。後の2つの濾過プロセスは、ジュースが瓶詰めされて長期間保管された後の沈殿を低減または防止することを目的としている(p99-100)。
ジュースをコールドプレスしたり、二酸化硫黄をジュースに加えたりするなど、ぶどうジュースの処理に適用できる他の代わりのプロセスがある(p101-104)。ジュースは水を除去してさらに処理し、さまざまなジュース製品で使用できる純粋な濃縮物を生成することができる。

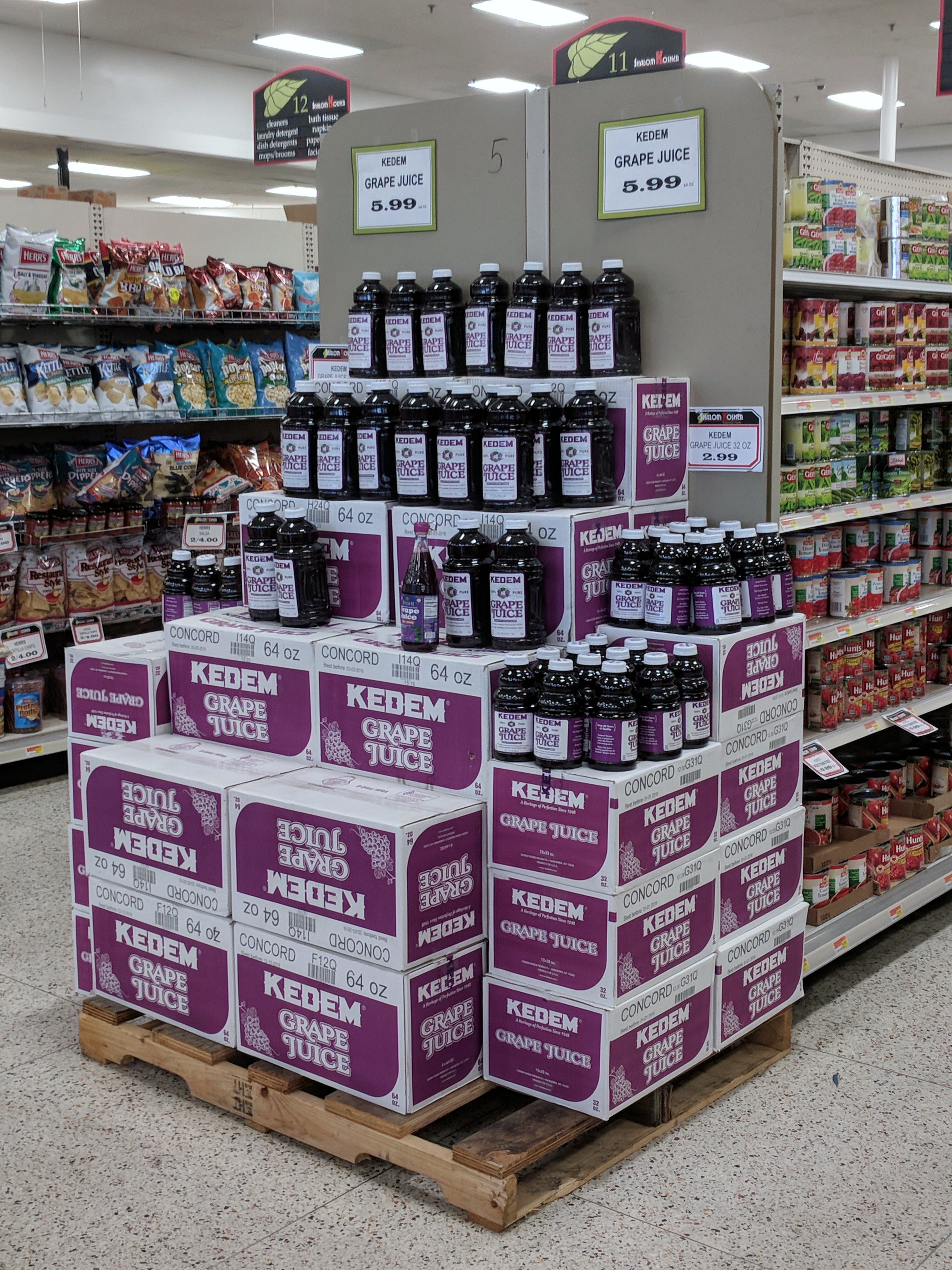
スーパーマーケットで陳列されるボトル入りグレープジュース

## 包装・保存
ぶどうジュースの包装には伝統的にホットフィリングが使用される。この過程で、ぶどうジュースは熱交換器を使用して最低77-82℃に加熱してから、ガラスや耐熱プラスチックなどの材料で作られたあらかじめ温めておいた容器にジュースが注がれる。ガラスはより高品質の見た目であるが、プラスチックに比べて非常に壊れやすくかさばることもある。その後、低温殺菌法を使用してジュースを85℃に3分間加熱してから冷却することにより、貯蔵可能な期間を延ばすことができる。最高品質の保存では、未開封のぶどうジュースは冷蔵せずに6-12か月間保存できる。開封後は腐る前に冷蔵庫で約7-10日間保存できる。
無菌処理も使用でき、包装前にぶどうジュースを滅菌する必要がある。滅菌にはさまざまな方法がある、滅菌濾過は、粒子状の物質を含まない澄んだぶどうジュースに使用でき、微生物(<0.45 µm)を濾過するのに十分小さい孔径の膜を使用する。熱滅菌はジュースを93-100 °Cの温度で15–45秒加熱することによっても使用できる。さらに、容器自体も過酸化水素などの化学滅菌剤で滅菌する必要がある。このプロセスは高温に耐えられないテトラパックなどの包装材料で有用である。その後、容器は無菌環境で満たす必要があり、冷蔵せずに少なくとも6か月保存できる。無菌包装は高価であるが、貯蔵できる期間を延ばし、ホットフィリングと比較して熱損傷と栄養の損失が少なくなる。

## 品種
市販のぶどうジュースは、食用のぶどう（テーブルグレープ）と同じ種のぶどうを使用していない。ぶどうの品種は幅広く選択することができるため、ぶどうの種を選択する際の考慮事項には、消費者の好み、ぶどうの耐病性、および気候への耐性などの要素が含まれる。紫色の皮のコンコードは、北米の環境への耐性とアントラニル酸メチルの特性に由来するラブルスカの風味のために、北米でジュースに使用される最も一般的なぶどうである。この種のぶどうはワインやゼリーにも使用できる。白ぶどうジュースに使用される緑色のぶどうは紫色のぶどうに暗い色を与えるファイトケミカルを欠く。

## 研究
主に厳密な臨床研究がないといった理由から、ぶどうジュースを摂取することによる健康または抗疾患効果は確認されていない。

## 宗教的利用

### カトリック
カトリック教会は、パンとワインが「文字通り」聖変化として知られる教義であるイエス・キリストの体と血になると信じているため、秘跡においてぶどうジュースは使用しない。それゆえ、ワインを使用しないと聖変化が実際に起こるのを妨げると考えられている。The Code of Canon Law of the Catholic Church (1983), Canon 924は、使用されるワインは天然のものでなければならず、ぶどうの木から作られ、腐ってはならないと述べている。

### プロテスタント
一部のプロテスタント宗派（特にアルコール飲料の使用に反対する宗派）は、聖体拝領を祝うためにぶどうジュースを使用する。さまざまなバプテストの宗派が最も注目に値する。

### ユダヤ教
アルコールは伝統的なユダヤ法で許可されており、聖餐の目的で使用される。ユダヤの法典であるタルムードは、バババトラ97bでサクラメントとしての未発酵のフレッシュぶどうジュースの使用を許可している。後の法典では、ぶどうジュースよりもワインの方が好ましいが、祝福や儀式にはぶどうジュースが許可されていると定められている。